# Alexandre de Vrints Treuenfeld
Alexandre Marie Charles de Vrints Treuenfeld (Brussel, 10 september 1838 - 29 december 1906) was een Belgisch volksvertegenwoordiger, senator en burgemeester.

## Levensloop
De Vrints behoorde tot een familie die voor het eerst adelsbevestiging met open brieven verkreeg in 1664, waar in 1744 een baronstitel werd aan toegevoegd.
Alexandre was de zoon van baron Alexandre-Théobald de Vrints, kamerheer van de keizer van Oostenrijk en van de koning der Nederlanden, en van barones Louise Osy de Zegwaart. In 1859 verkreeg hij de Belgische nationaliteit en in 1861 kreeg hij adelsbevestiging met de titel van baron, overdraagbaar op alle nakomelingen.
Hij trouwde in 1866 met gravin Clementine Cornet d'Elzius du Chenoy (1838-1910). Het gezin bleef kinderloos en met hem is de naam uitgestorven. De eigendommen, met inbegrip van het kasteel van Malèves, werden geërfd door de familie Cornet d'Elzius du Chenoy.
Gepromoveerd tot doctor in de rechten (1862) aan de ULB begon hij min of meer als een dilettant in het leven:
- ambassade-attaché van 1858 tot 1866,
- advocaat-stagiair van 1862 tot 1869,
- lid van de redactieraad van de Courrier de Nivelles.

In 1863 werd hij gemeenteraadslid en burgemeester van Malèves-Sainte-Marie-Wastines bij Perwez en bleef dit tot in 1890. Hij was ook provincieraadslid voor Brabant van 1865 tot 1868.
In 1868 werd hij verkozen tot liberaal volksvertegenwoordiger voor het arrondissement Nijvel en vervulde dit mandaat tot in 1884. Dat jaar en tot in 1892 werd hij senator voor ditzelfde arrondissement. Hij was nauw betrokken bij de Ligue de l'enseignement.